# 플로렌시오 리 조
플로렌시오 리 조(Florencio Lee Jo, 李炳浩(이병호), 1916년 1월 13일 ~ 1997년 3월 4일)는 멕시코 태생의 미국 시민권자 신분이던 대한민국계 출신의 반일반공(反日反共) 계파 독립운동가이자 외교관 겸 정치가이다.

## 생애

### 주요 이력
1916년 멕시코 유카탄 주 메리다에서 쿠바계 미국인 아버지와 한국인 어머니 사이에서 출생하였다.
1934년 대한인국민회 쿠바 마탄사스 지방회 국치 기일 행사에 연사로 참석하였고, 1935년 대한인국민회 마탄사스 지방회 국제외교위원으로 선정되었으며 1936년 대한인국민회 창립기념식 및 1937년 순국선현 추도식에서 연설자로 활동을 한 그는 1936년 대한민국민회 마탄사스지방회 한인 저금회 수전위원, 1937년 대한인국민회 마탄사스 지방회 청년부 활동, 1941년부터 1944년까지 대한민국 임시정부 구미외교위원회 마탄사스지방회 서기, 1943년 쿠바 주재 대한민국 임시정부 한족단 외교행정위원, 1945년 쿠바 주재 대한민국 임시정부 한족지방회 쿠바 외교행정대표위원 등으로 활동하며, 1935년에서 1945년까지 10여년간 여러 차례 대한 독립 운동 관련 자금을 지원하였고 1938년에서 1939년까지 한국독립당 외교행정특보위원 직을 지냈다.
1945년 8월 15일 조선 광복 후 1946년 8월 26일, 미 군정 남조선 과도정부 서울 미군정청을 잠시 내한 예방 방문(來韓 禮訪 訪問)하기도 하였다.
한국계 쿠바인들에게 까를로스 까라까스(Carlos Caracas)라 불리기도 한 그는 1946년 10월 31일 이후 쿠바 마탄사스를 떠나 1948년 2월까지 멕시코 유카탄 주 메리다에 잠시 마지막 거주하다가 1948년 2월에 멕시코를 떠나 1956년 5월까지 베네수엘라 카라카스에 거주하였으며 1956년 5월에 베네수엘라 카라카스를 떠나 미국 캘리포니아주 로스 앤젤레스에 건너가 사실상 미국에 영구 거주를 하였으며 그 후 세상을 떠날 때까지 대부분을 미국 캘리포니아주 로스 앤젤레스에 주로 거주하였다.

## 사후
그의 사후 대한민국 정부에서는 고인의 공훈을 기리고자 2018년 6월 6일을 기하여 대한민국 건국훈장 독립장 추서를 하였다.